# ISO 3977
ISO 3977 ist eine internationale Norm für die Konstruktion und Beschaffung von Gasturbinen. Die ISO 3977 basiert hauptsächlich auf der Normreihe ASME 133 für Gasturbinen sowie den Normen API 616 und API 11PGT. Der standardmäßige Umweltauslegungspunkt jedes Gasturbinensystems liegt bei 15 °C, 60 % relativer Luftfeuchtigkeit und dem Betrieb auf Meereshöhe. Der Standard gliedert sich in acht Teile und umfasst Beschaffung, Designanforderungen, Installation und Zuverlässigkeit.

## Teile
- ISO 3977-1:1997 Teil 1: Allgemeine Einführung und Definitionen
- ISO 3977-2:1997 Teil 2: Standardreferenzbedingungen und -bewertungen
- ISO 3977-3:2004 Teil 3: Designanforderungen
- ISO 3977-4:2002 Teil 4: Kraftstoffe und Umwelt
- ISO 3977-5:2001 Teil 5: Anwendungen für die Erdöl- und Erdgasindustrie
- ISO 3977-7:2002 Teil 7: Technische Informationen
- ISO 3977-8:2002 Teil 8: Inspektion, Prüfung, Installation und Inbetriebnahme
- ISO 3977-9:1999 Teil 9: Zuverlässigkeit, Verfügbarkeit, Wartbarkeit und Sicherheit